# Duartina
Duartina é um município brasileiro do interior do estado de São Paulo, região sudeste do Brasil. Localiza-se à noroeste da capital do estado, da qual dista 366 km em linha reta, 375 km (via Rodovia Castelo Branco/BR-369) e 380 km (via Rodovia Castello Branco/Marechal Rondon). Limita-se com os municípios de Cabrália Paulista, Lucianópolis, Avaí, Fernão, Gália e Piratininga. Três rodovias estaduais cortam o município, sendo elas a SP 294 (Rod. Comandante João Ribeiro de Barros), SP 293 (Rod. Lourenço Lozano) e SP 315 (Rod. Antônio João Garbulho). 
Duartina emancipou-se de Piratininga por meio de proposta apresentada pelo então deputado estadual Eduardo Vergueiro de Lorena. O nome dado à estação ferroviária da localidade passou a ser o nome do município; deste modo, Santa Luzia do Serrote passou oficialmente a chamar-se Duartina. 
O município integra o Circuito Turístico Caminhos do Centro Oeste Paulista, formado pelos municípios de Agudos, Avaí, Arealva, Bauru, Duartina, Iacanga, Lençóis Paulista, Macatuba, Pederneiras e Piratininga, com vocação para o turismo cultural, histórico e rural. Em Duartina os principais atrativos turísticos são o Ecoparque Ciro Simão, a Igreja Matriz de Santa Luzia, a Praça Embaixador Pedro de Toledo, o Museu Histórico Municipal, o Pesqueiro Santa Luzia e a Casa do Artesão. 
Duartina ganhou destaque no noticiário nacional em 2018 devido as alegações do MST de que, a Fazenda Esmeralda, ocupada pelo Movimento, pertenceria a Michel Temer. Publicamente a fazenda pertence ao Coronel Lima, amigo íntimo de Temer. Lima e Temer foram presos pela Lava Jato na manhã do dia 21 de maço de 2019 acusados de estarem envolvidos em um esquema de recebimento de propinas milionárias.
O município foi um dos representantes da região de Bauru no Festival Gastronômico Sabor SP realizado na capital paulista e promovido pelo Senac com o intuito de promover o sabor e a identidade da culinária paulista. O manjar de amora do Pesqueiro Santa Luzia foi o prato classificado. A relação de Duartina com as amoreiras remonta o período da sericicultura, quando o município era conhecido como a "Capital da Seda".
Passado o ciclo econômico da produção de seda, Duartina localiza-se atualmente na frente de expansão do cinturão citrícola do estado de São Paulo, fornecendo matéria prima para gigantes do mercado de cítricos, como as multinacionais Cutrale, Fisher e Louis Dreyfus. O município também compõe o 12º Polo de Desenvolvimento do Estado de São Paulo, criado em 2019 para fomentar a produção de papel, celulose e reflorestamento. Duartina possui uma área de mais de 2500 hectares plantados de eucalipto em regime de parceria entre proprietários rurais locais e as empresas Bracell e Suzano, líderes mundiais na produção de celulose.
As eleições municipais de 2024 representaram um marco, haja vista que Suzy Simão (PSDB), ao obter 41,93% dos votos válidos, tornou-se a primeira mulher a ocupar o cargo do executivo municipal duartinense. 

## História

### A Formação da povoação
Quando da chegada dos colonizadores viviam na região de forma permanente a nômade os grupos indígenas Caingangues, Xavantes e Guaranis. Os primeiros povoamentos situados na região do Rio Alambari, foram registrados oficialmente em 1847, quando esta foi qualificada como zona eleitoral de Itapetininga, sendo esses povoados ligados à então recém-criada freguesia de Botucatu. 
Com a sanção da lei de regulamentação de terras pelo governo imperial em 1850, muitos pioneiros compareceram perante o vigário de Botucatu, registrando as posses na região do rio Alambari. Estes pioneiros traziam consigo planos de aquisição de grandes extensões de terras para o plantio de café, que na ocasião posicionava-se em primeiro lugar na pauta de produtos de exportação do Brasil.
Os primeiros moradores a se fixar na região que compreende o atual município de Duartina foram Joaquim Braz de Souza e Baptista Martins, que iniciaram suas plantações de café demarcando a Fazenda do Serrote, que recebeu esse nome em virtude do Ribeirão Serrote, cujas águas corriam pela propriedade. O nome do rio foi dado pelos pioneiros que chegaram à região, pelo fato de o mesmo cortar (como um serrote) extensa porção de terras.  Outra possível origem do nome pode estar relacionada à alusão a montanhas ou serras de pequeno porte presentes na região, comumente chamadas de serrotes no interior dos estados de Minas Gerais, São Paulo, Goiás e Bahia.
Em 1919 o Coronel Theodósio Lopes Pedroso, natural de Minas Gerais e radicado na cidade paulista de São Manuel, adquiriu uma vasta propriedade cujo território abrangia a atual área central do município de Duartina. Esta fazenda recebeu o nome de Santa Luzia devido a sua devoção à referida Santa.
Juntamente à família Lopes Pedroso, chegou à Duartina a família Aredes, proveniente do Vale do Paraíba fluminense e, assim como a família do Coronel Theodósio, radicada em São Manuel, onde estabeleceram alianças a partir de diversos enlaces matrimoniais.  
Com o início das plantações, foi detectada em parte da fazenda de Theodósio Lopes Pedroso uma faixa de terras cujas características não possibilitavam o bom desenvolvimento de atividades agrícolas. Essa faixa de terras caracterizava-se por ser um solo lixiviado, que em dias chuvosos transformava-se numa plastra barrenta e pegajosa, que dificultava o tráfego de pessoas, animais e carroças; tratava-se do arenito Bauru, predominante nas depressões de parte da região da Alta Paulista.
Com a inutilização da referida faixa de terras, o coronel decidiu doar esses 10 alqueires à Diocese de Botucatu, um ano após a instalação de sua fazenda. Os 10 alqueires de terras improdutivas, doados à Diocese de Botucatu deram origem ao patrimônio de Santa Luzia do Serrote, cujo nome se deu em função da junção do nome das duas fazendas existentes na região.

### A criação do distrito e seu desenvolvimento
Em 16 de dezembro de 1922, o senado afirmou a criação dos distritos de paz de Santa Luzia do Serrote (atual Duartina), e Bom Jesus do Mirante (atual Cabrália Paulista), no município de Piratininga e comarca de São Paulo dos Agudos (atual Agudos), de acordo com a lei nº 1893. O primeiro juiz de paz do distrito foi Aureliano José de Aredes, proprietário da fazenda Santa Inácia, sogro de três filhos do Cel. Theodósio Lopes Pedroso.
Segundo parecer da Comissão verificadora do governo do estado de São Paulo, o patrimônio de Santa Luzia do Serrote, possuía na época uma população de 3 mil pessoas.
O distrito experimentou desde então um vertiginoso crescimento, atraindo para suas fazendas, nordestinos, mineiros, cariocas, paulistas de outras áreas e imigrantes europeus e japoneses para o trabalho como colonos nas plantações de café. Além destes encontrava-se no distrito pequenos proprietários rurais que se dedicavam à produção de gêneros alimentícios, comerciantes e profissionais liberais. 

### Os imigrantes
Em Duartina os imigrantes geralmente avizinhavam-se de seus patrícios, originando bairros de notável predominância étnica, como o bairro de Congonhas, onde predominavam os portugueses; Ribeirão Bonito: italianos e espanhóis e Água da Capoeira japoneses. Os árabes e os italianos preferiram dedicar-se ao comércio e ao ensino na zona urbana.

Escrevendo sobre as práticas associativas dos espanhóis no Brasil, as pesquisadoras Rosário Márquez e Elda Martínes apontaram a existência de pelo menos doze associações de ajuda mútua espanholas no interior paulista, sendo uma delas, a Sociedad Protectora Beneficente de Duartina, o que demonstra a expressão dessa comunidade imigrante no município e na região.

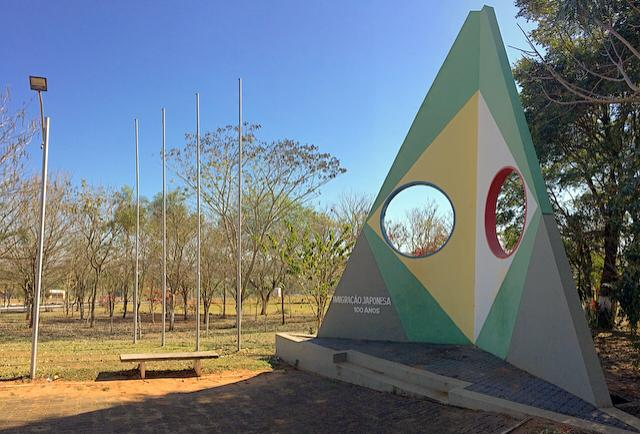
Monumento duartinense em homenagem aos 100 anos da imigração japonesa no Brasil

Além da Água da Capoeira, havia predominância étnica de japoneses nos bairros: Fuji Barrocão, Kõsei, Mizuho, Konshu e Kuminki. Alguns destes possuíam mais de um nome, sendo o nome dado pelos brasileiros e o nome dado pelos japoneses, como por exemplo, os bairros do Ferreirinha e do Duzentos Alqueires, que eram conhecidos respectivamente por Yamato e Assahi,  em japonês.
A região da Água da Onça, também atraiu imigrantes japoneses por conta da fazenda do imigrante japonês Kanbe Yanaguiwara, proprietário de maior número de alqueires de terra da região. A fazenda possuía uma escola japonesa de educação primária. Além dos bairros de predominância étnica, Duartina abrigou algumas colônias agrícolas japonesas, como a Fukuju.
No bairro de Ribeirão Bonito, também havia alguns poucos japoneses, em meio aos italianos e espanhóis, como Daijiro Matsuda, que junto de seus familiares, constituíram-se nos primeiros fiéis da Seicho-No-Ie do Brasil. A família aderiu à filosofia no ano de 1934, através do conhecimento que tomaram da mesma a partir de um livro postado diretamente do Japão ao senhor Oshiro, vizinho da família e recém-chegado ao Brasil.
Dentre os pequenos proprietários de terra de origem japonesa que se destacaram no município estão os irmãos Kiogi e Shiguero Fugita, integrantes da primeira leva de japoneses, que se fixaram na atual região de Duartina no ano de 1914 e adquiriram propriedades rurais no bairro da Água da Capoeira, para o cultivo de algodão e café, introduzindo em 1922, no então distrito, a criação de bicho-da-seda, que se tornaria a âncora econômica regional no período da Segunda Guerra Mundial até os anos 1990.
Diversas ruas da cidade homenageiam cidadãos que contribuíram de alguma forma para seu progresso e crescimento, de modo que, pode-se perceber a representatividade da imigração nos sobrenomes das famílias que se estabeleceram em Duartina.

### A emancipação político-administrativa e o declínio da produção de café

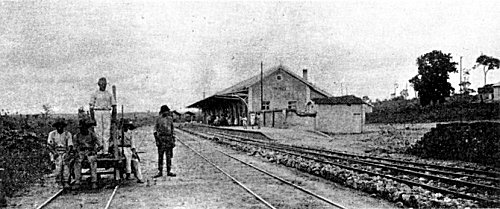
Estação de Piratininga em 1918, município do qual Duartina fez parte de 1920 a 1926

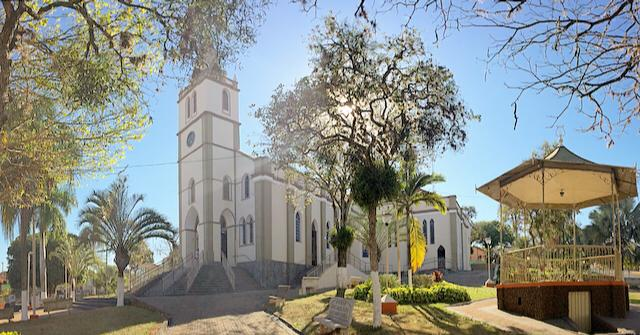
Imagem do coreto e da Igreja Matriz

As produções de café e algodão eram destinadas ao mercado externo, sendo que tal produção era carregada em lombos de muares até a estação ferroviária de Piratininga, inaugurada em 1905, a partir de onde a carga seguia até o porto de Santos. 
A Companhia Paulista de Estradas de Ferro já planejava estender seus trilhos até a divisa com o atual estado de Mato Grosso do Sul, devido à chegada constante de novos plantadores de café e contingentes populacionais que se estendiam pelo meio oeste do estado de São Paulo. A situação desses pioneiros era de quase total isolamento geográfico, a não ser pelas precárias estradas de terra abertas pelos fazendeiros e coronéis locais. 

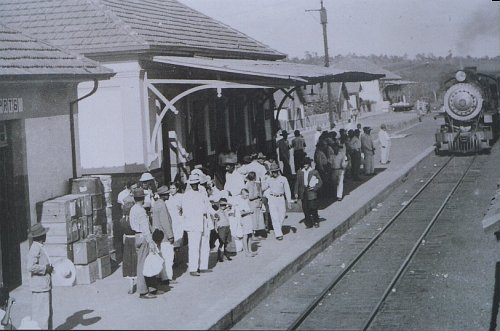
Estação ferroviária de Duartina nos anos 1940

Por estar na influência do traçado projetado pela Companhia Paulista, em 1925, o distrito de Santa Luzia do Serrote foi beneficiado a partir da construção de sua estação ferroviária, tirando a população local da situação de isolamento em que viviam, para a inclusão num novo mundo urbano que surgia com a chegada da linha férrea. 
Após a criação do distrito de paz, o crescimento aumentou em Santa Luzia do Serrote, que ganhou importância após a inauguração de sua estação ferroviária, o que fez surgir entre fazendeiros e moradores, a iniciativa de pleitear junto aos poderes públicos, a criação do município, em cuja época se fazia através de acordo prévio entre lideranças políticas regionais e estaduais, que enxergavam na transformação de pequenos núcleos, em municípios, a oportunidade de ganho da simpatia e consequente resultado nas urnas.
Em 4 anos, a população havia saltado de 3 mil para cerca de 10 mil habitantes, ou seja, um aumento percentual de mais de 200%, salto este, que o município não mais presenciou. Em 11 de dezembro de 1926, sob a lei de número 2151, do projeto do deputado estadual Eduardo Vergueiro de Lorena, foi então criado o município de Duartina, abrangendo o distrito policial de Gralha (atual Lucianópolis). O município adotou o nome de sua estação ferroviária, escolhido pela população e autoridades locais em homenagem ao arcebispo de Botucatu, Dom Duarte da Costa, como imposição da Companhia Paulista, de nomear as estações por onde seus trilhos passavam em ordem alfabética, sendo a estação anterior à localidade iniciada pela letra c, “Cabrália Paulista”, e a posterior iniciada pela letra e “Esmeralda”. 
Até o ano de 1928, o café era ainda considerado o “ouro verde” dos fazendeiros paulistas, que auferiam grandes lucros através de sua produção, contudo, a partir de 1929, através da crise, muitos fazendeiros cujos sustentáculos das economias estavam na monocultura cafeeira faliram. Salvaram-se da falência os que além do café produziam algodão, cuja cultura chegou ao auge em 1930, alcançando altos preços no mercado.

### Projeção de Duartina como "capital nacional da seda"

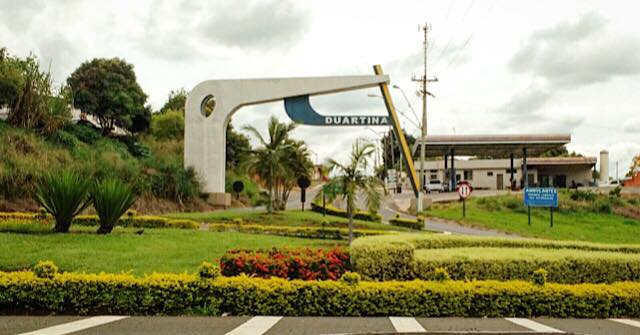
Pórtico de entrada de Duartina (via Cabrália)

A partir de 1941, com a eclosão da guerra do Pacífico, aumentou-se a procura mundial pela seda em decorrência da falta de oferta do produto por parte do Japão, grande produtor mundial, cujas forças estavam canalizadas no conflito. Com isso o preço da seda aumentou consideravelmente, o que motivou integrantes da família Fujita a retomar as atividades sericícolas, plantando inicialmente 3 mil pés de amoreiras, cujas folhas são destinadas à alimentação das larvas do bicho da seda. O mercado em ascensão animou outras famílias japonesas e italianas a entrarem no ramo o que culminou em 5 milhões de pés de amoreiras, distribuídos em pequenas propriedades, numa área de mil alqueires de terra em Duartina. 
Nesta época houve diversos conflitos entre a colônia japonesa, culminando na cisão da mesma no pós-guerra entre Kachigumis ou “vitoristas” - que acreditavam que o Japão havia ganhado a guerra; e Makegumis ou “derrotistas” - que não acreditavam na vitória do Japão. A colônia japonesa possuía boa reputação em Duartina, bem como boa relação com o delegado local, que aliviava as pressões sobre os mesmos no período da guerra, em que os imigrantes de todo o país enfrentaram uma série de restrições, como proibição de conversas em seus idiomas em locais públicos, ensino dos mesmos nas escolas, fechamento de jornais e revistas de organizações estrangeiras, restrição da liberdade de culto, entre outras.
Não houve conflitos conhecidos entre os japoneses em Duartina, muito embora houvesse quem acreditasse na vitória e quem acreditasse na derrota. O clima de estabilidade entre a colônia japonesa de Duartina permitiu que os produtores continuassem a produção de bicho-da-seda sem passar por inconvenientes que acometiam regiões de influência de facções japonesas que instigavam o ódio aos derrotistas.
Evidência deste clima estável em Duartina foi a fundação das fiações de seda “Santa Luzia” e “Duartina”, por parte de imigrantes japoneses na cidade em 1941, ano de início da Segunda Guerra Mundial, sendo que as mesmas mantiveram-se em funcionamento durante todo o decorrer da guerra, sem que seus proprietários e funcionários de origem nipônica sofressem represálias. Fiação de Seda Santa Luzia Limitada foi fundada pelos sócios Tatsuso Murakami e Yoshio Inokuchi. e  a Fiação de Seda Duartina Limitada tinham como sócios Pedro Piazentin, Kioshi Kawai, Yukio Kawai e Hatiro Shitara. A produção duartinense de seda foi considerada entre as melhores do estado, seja a de casulos, seja a de ovos de bicho-da-seda.

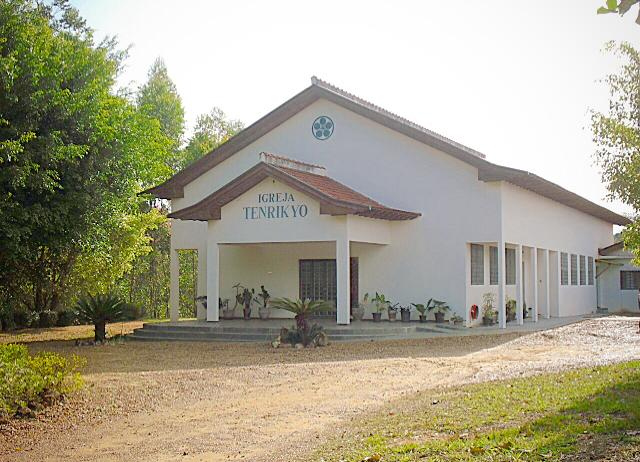
Igreja Tenrikyo 1 (Família Mabuchi))

Em 1958 a colônia japonesa do Brasil completou seu cinquentenário de imigração. Em Duartina a colônia organizou desfiles pelas ruas da cidade, promoveram bailes, competições esportivas, concursos de beleza entre as jovens, doou uma fonte luminosa afixada na praça central entre outros. Havia um alto grau de integração entre a colônia japonesa do município na época, representando as atividades desenvolvidas pelos membros da colônia japonesa associados ao Duartina Nihon-jinkai, no entanto a maioria das atividades eram destinadas aos jovens, o que culminou no fim das mesmas posteriormente, graças a migração de boa parte dos mesmos para grandes centros em busca de trabalho e estudo.

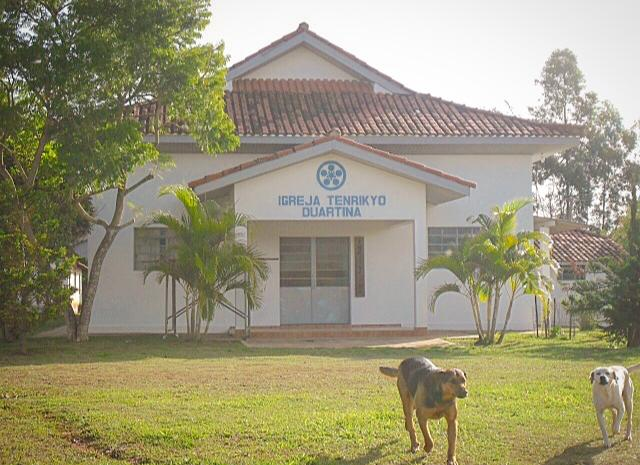
Igreja Tenrikyo 2 (Família Miyoshi)

A Tenrikyo de Duartina foi fundada no ano de 1961 pela família Mabuchi, que chegou ao Brasil na década de cinquenta como missionários desta igreja. Nessa mesma época, também como missionários, chegou à Duartina a família Miyoshi.
Duartina também experimentou da política de comércio exterior do Japão através da instalação da fiação Gunsan S/A, do grupo Gunze Sangio, de capital japonês, que chegou em 1970 ao município através da iniciativa dos imigrantes japoneses Yamada e Yamaguchi. A fiação foi comprada na década de 80 pela fiação de seda Bratac, fruto da união de descendentes de japoneses do município de Bastos, instalando então sua unidade fabril em Duartina. A partir da década de 1970, o município passou a sofrer um substancial decréscimo em sua população, uma vez que as atividades agrícolas se mantinham em crescente estagnação e grandes cidades despontavam oferecendo melhores condições de emprego, ocasionando grande e progressivo êxodo rural, situação observada em todas as regiões do país.
 A atividade econômica que persistiu fortemente em Duartina foi a sericicultura, o que levou a cidade a ostentar o título de capital nacional da seda. As tecelagens instaladas no município, que compravam a produção de casulos das propriedades familiares, formaram um verdadeiro exército de mão de obra feminina, contratando poucos homens para o trabalho na linha de produção, forçando muitos à emigração. 

### Anos 1980 e 1990 e a crise demográfica
A seda passou a ser o sustentáculo da economia duartinense, remodelando a zona rural, de modo que as grandes fazendas produtoras de café e algodão passaram a ser retalhadas em pequenas áreas para o cultivo de amora para alimentação das larvas do bicho-da-seda por parte dos antigos colonos das fazendas, já os antigos fazendeiros, que mantinham suas terras passaram a investir na pecuária, todas atividades rurais que dependiam de número muito reduzido de trabalhadores, se comparado às antigas lavouras. O acréscimo na população observado na década de 80, pode se dar ao fato dos altos índices a que chegaram a produção duartinense de seda nas fiações, que trabalhavam noite e dia com divisão de turnos para atender a demanda internacional pelo produto, gerando na cidade um verdadeiro exército de mão de obra “feminina”.
Nos anos 90, um novo decréscimo voltou a ocorrer, o mercado de seda entrou em declínio e diversas tecelagens fecharam suas portas, sendo assim, a população local foi obrigada a buscar emprego em cidades maiores. Nesta mesma década o município recebeu um grande contingente de aposentados  procedentes principalmente da região metropolitana de São Paulo, que compraram terrenos no perímetro urbano para a construção de amplas residencias para moradia, o que gerou uma forte especulação imobiliária na cidade e se tornou junto à falta de empregos, fator decisivo para a mudança de parte da população para cidades maiores.

### Século XXI

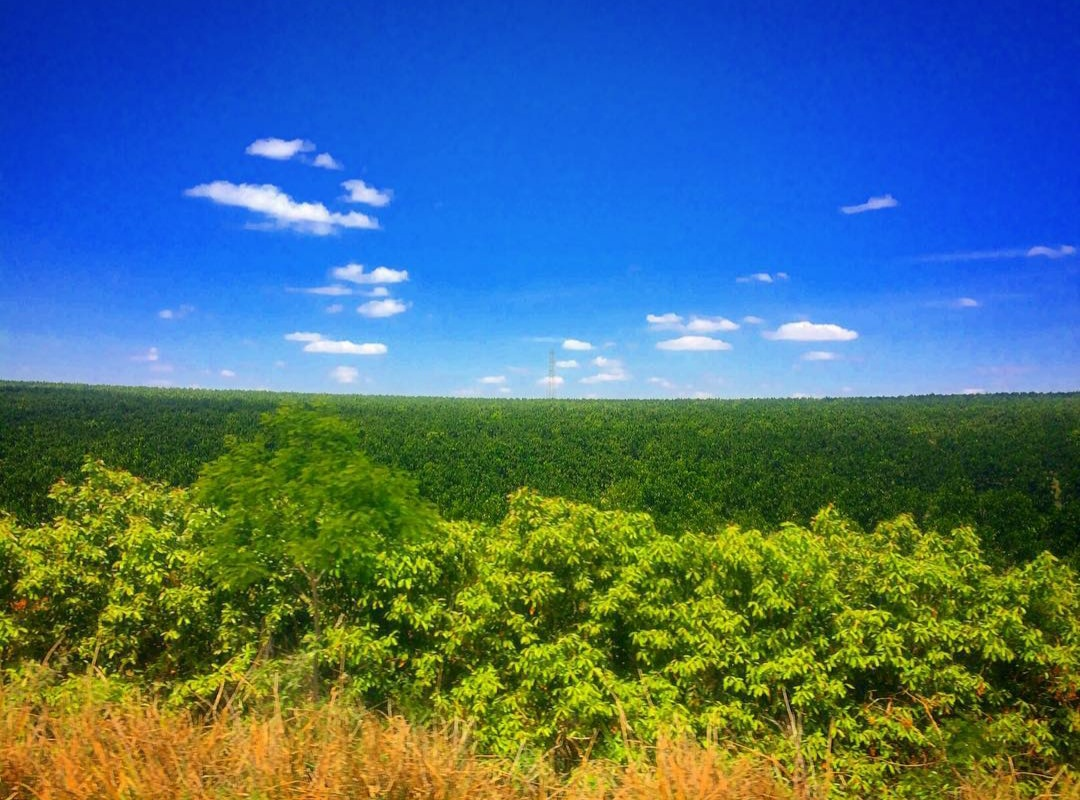
Laranjal em Duartina

Duartina entra o século XXI com uma população de 12.251 pessoas, sendo 6.117 homens e 6.358 mulheres. A população do município é predominantemente urbana (10.559 pessoas), sendo que na área rural concentram-se apenas 1.692 pessoas.
O município faz parte da zona de expansão do Cinturão Citrícola do estado de São Paulo, pois somente a multinacional francesa Louis Dreyfus possui cerca de 40 fazendas na região.  Embora a colheita da laranja demande considerável número de trabalhadores rurais, a dinâmica da divisão do trabalho do campo atual não mais assenta o trabalhador no campo; deste modo, o trabalhador rural atual vive predominantemente nas periferias das cidades e são transportados diariamente até o campo nos "ônibus rurais" para a colheita.
Em Duartina existe um exército de mão de obra citadina que desloca-se diariamente para o trabalho nas lavouras canavieiras e citrícolas da região. Parte significante da população desloca-se diariamente para a vizinha Bauru, seja para trabalho, estudo ou ambos; são oito horários diários de ônibus, além dos fretados que permitem esse movimento pendular. Na cidade, os setores que mais empregam são o de comércio e o de serviços.
Em 2018, o Ministério Público Federal em Bauru entrou com uma ação contra o Governo Federal para regularizar estações ferroviárias e imóveis que estão abandonados ou indevidamente ocupados em seis cidades do Centro-Oeste Paulista, sendo elas: Agudos, Avaí, Cabrália Paulista, Pederneiras, Piratininga e Duartina. Embora a antiga estação ferroviária de Duartina tenha sido demolida pelo poder público municipal nos anos 1990 para a construção da atual estação rodoviária, o município possui diversos imóveis da antiga Companhia Paulista, como armazéns e antigas residências dos ferroviários. O processo requer uma destinação eficiente, seja por meio de doação de recursos ou leilão do patrimônio para que possam ser utilizados para benefício do conjunto da população.
Em 2019 foi criado pelo governo do estado o 12º Polo de Desenvolvimento do Estado de São Paulo (papel, celulose e reflorestamento), no qual o município de Duartina foi inserido em virtude da área plantada de eucalipto por parte de proprietários rurais que destinam o produto a empresas de produção de papel e celulose, como a Suzano e a Bracell, adquirida pelo Royal Golden Eagle Group, de Singapura, que a partir de parceria com o governo de São Paulo está expandindo sua fábrica de celulose em Lençóis Paulista e planeja gerar milhares de vagas de emprego. Haja vista não sediar plantas fabris na área de celulose, a geração de empregos no setor em Duartina é limitada, estando as oportunidades mais relacionadas a possibilidade de proprietários rurais investirem nas plantações de eucalipto para obterem retorno a médio prazo.

## Geografia
Localiza-se a uma latitude 22º24'52" sul e a uma longitude 49º24'14" oeste, estando a uma altitude de 520 metros. Possui uma área de 264,281 km².

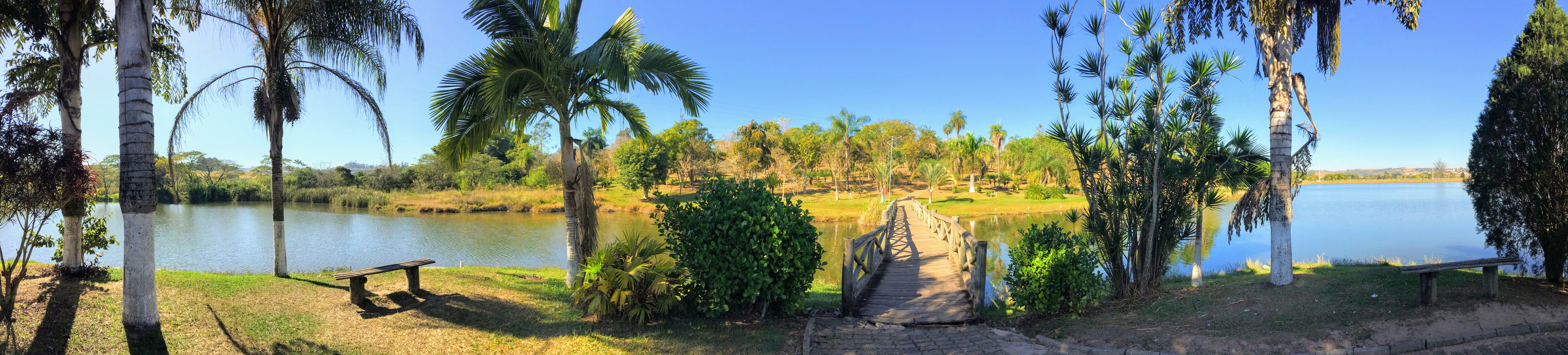
Ecoparque Ciro Simão

### Hidrografia
- Rio Alambari
- Ribeirão das Antas
- Rio Serrote
- Ribeirão da Água Branca
- Ribeirão Água do Braz
- Rio Ferreirinha
- Riacho Doce

### Geomorfologia
Os paleossolos da Formação Marília na região de Duartina são constituídos por arenitos finos e médios distribuídos por horizontes pouco profundos e que demonstram uma paleosuperfície bastante aplainada. São paleossolos ricos em cimentação carbonática, nódulos carbonáticos, bioturbações e rizoconcreções. Apresentam aspectos de pedogênese desenvolvida sob condições de semi-aridez e aridez.

## Demografia

### População
Como se pode observar na tabela e dados populacionais apresentados a seguir, Duartina viveu ao longo do século XX e início do XXI uma trajetória marcada por expressivos ciclos de crescimento e retração populacional diretamente associados às transformações de sua base econômica e às alterações político-administrativas na região.
| Crescimento populacional                             | Crescimento populacional | Crescimento populacional | Crescimento populacional |
| Ano                                                  | População Total          |                          | %±                       |
| ---------------------------------------------------- | ------------------------ | ------------------------ | ------------------------ |
| 1934                                                 | 17 735                   |                          | —                        |
| 1937                                                 | 18 961                   |                          | 6,9%                     |
| 1940                                                 | 16 635                   |                          | −12,3%                   |
| 1946                                                 | 19 580                   |                          | 17,7%                    |
| 1950                                                 | 17 413                   |                          | −11,1%                   |
| 1958                                                 | 12 527                   |                          | −28,1%                   |
| 1960                                                 | 13 031                   |                          | 4,0%                     |
| 1970                                                 | 10 840                   |                          | −16,8%                   |
| 1980                                                 | 12 184                   |                          | 12,4%                    |
| 1991                                                 | 11 897                   |                          | −2,4%                    |
| 2000                                                 | 12 475                   |                          | 4,9%                     |
| 2010                                                 | 12 251                   |                          | −1,8%                    |
| 2022                                                 | 12 328                   |                          | 0,6%                     |
| Est. 2024                                            | 12 529                   | [ 29 ]                   | 1,6%                     |
| Fontes: Censos Demográficos IBGE e Estimativas SEADE |                          |                          |                          |

O município registrou seu auge populacional ainda em sua juventude: em 1937, apenas três anos após sua emancipação, atingia 18.961 habitantes, em um período de franca expansão cafeeira. Esse crescimento foi impulsionado pela chegada da Companhia Paulista de Estradas de Ferro, que em 1933 inaugurou a estação de Duartina. A ferrovia permitiu o escoamento da produção agrícola e estimulou a chegada de imigrantes e trabalhadores, consolidando Duartina como entreposto agrícola.
No entanto, a cafeicultura começou a entrar em declínio a partir dos anos 1940, afetada por crises de preços, esgotamento do solo e geadas. A economia duartinense, fortemente atrelada ao setor cafeeiro, sentiu o impacto. Ao mesmo tempo, houve alterações territoriais importantes: em 1948, o distrito de Gralha foi desmembrado e elevado à categoria de município com o nome de Lucianópolis, o que impactou diretamente a população e a área total de Duartina. 
Entre as décadas de 1970 e 1990, Duartina destacou‑se como importante polo sericícola: chegou a abrigar até 1.000 produtores rurais de casulos, sustentando grandes fiações como a Bratac e a Soseda. A Bratac chegou a empregar cerca de 260 pessoas, beneficiando diariamente até 30 toneladas de casulos e produzindo 1.400 toneladas de fios de seda por ano . Em 2009, a Bratac fechou sua unidade em Duartina, demitindo aproximadamente 140 funcionários, em razão da falta de matéria‑prima, política cambial desfavorável e concorrência internacional.
Com o fim das atividades das fiações, a principal atividade econômica foi substituída por uma economia agrícola diversificada — incluindo cana‑de‑açúcar, laranja, gado e até pequenas indústrias como móveis e cadernos — o que permitiu à cidade se recompor após a crise da seda.
Em 2019, o governo do Estado de São Paulo criou o 12.º Polo de Desenvolvimento do Estado, focado em papel, celulose e reflorestamento, no qual Duartina foi inserida devido à significativa área plantada de eucalipto, abastecendo empresas como Suzano e Bracell Wikipédia. Apesar do município não sediar plantas industriais do setor, os proprietários rurais investem em plantios de eucalipto com expectativa de retorno de médio prazo.
Duartina também integra a zona de expansão do cinturão citrícola paulista, com atuação destacada da Louis Dreyfus Company, que possui cerca de 40 fazendas na região. 
Atualmente, com uma população estimada em 12.529 habitantes em 2024, Duartina demonstra estabilidade demográfica, mas longe dos números de sua fase áurea. Sua história é marcada por sucessivos recomeços, refletindo os grandes ciclos econômicos do interior paulista.

### Dados demográficos

#### Dados do Censo - 2010
População residente: 12.251 habitantes
- Urbana: 10.559
- Rural: 1.692
  - Homens: 6.117
  - Mulheres: 6.358
- Densidade demográfica (hab./km²): 46,31
  - Mortalidade infantil até 1 ano (por mil): 16,67
- Expectativa de vida (anos): 70,79
- Taxa de fecundidade (filhos por mulher): 2,26
- Taxa de Alfabetização: 89,22%
- Índice de Desenvolvimento Humano (IDH-M): 0,775
- IDH-M Renda: 0,699
- IDH-M Longevidade: 0,763
- IDH-M Educação: 0,864

(Fonte: IPEADATA)

## Infraestrutura

### Habitação
A CDHU, Companhia de Desenvolvimento Habitacional e Urbano do Estado de São Paulo, atua na área urbana de Duartina visando sanar o déficit habitacional enfrentado pelos munícipes. Assim sendo, o município conta com dois conjuntos habitacionais financiados pela Companhia denominados Núcleo Habitacional Vereador Décio Luiz Salzedas, e Núcleo Habitacional Prefeito José Sebastião Pupo, conhecidos popularmente como Popular Velha, e Popular Nova, respectivamente.
O Núcleo Habitacional Vereador Décio Luiz Salzedas compõe-se de setenta residências construídas em regime de mutirão entre os anos de 1987 e 1989 com financiamento da CDHU em parceria com a prefeitura municipal no governo de Gilberto Alonso. O projeto contou com a atuação do Laboratório de Habitação da Universidade Estadual de Campinas, que promovia a interação dos discentes e docentes da Faculdade de Arquitetura e Urbanismo com obras de habitação popular que estavam sendo realizadas em diversas localidades do estado de São Paulo naquele momento.
O Núcleo Habitacional Prefeito José Sebastião Pupo, teve suas obras iniciadas nos anos 1990, recebendo glebas financiadas pela CDHU até os dias atuais, como as 28 unidades que serão construídas no Núcleo fruto de convênio assinado em dezembro de 2020 entre a prefeitura municipal e a CDHU no âmbito do Programa Vida Longa, que destina moradias à idosos em vulnerabilidade social.

### Lista de bairros[38]
| Urbanos                                          | Rurais                          |
| ------------------------------------------------ | ------------------------------- |
| Centro                                           | Serrote                         |
| Distrito Industrial Guerino Maranho              | Aguinha                         |
| Distrito Industrial Jayme Zorzetto               | Água da Capoeira                |
| Jardim Alves de Souza                            | Água do Braz                    |
| Jardim dos Ipês                                  | Barrocão/Fuji                   |
| Jardim Leonor                                    | Congonhas                       |
| Jardim Santo Antônio                             | Duzentos Alqueires/Assahí       |
| Parque São Paulo                                 | Ferreirinha/Yamato              |
| Residencial Arco Íris                            | Garganta                        |
| Residencial Bonsucesso                           | Mundo Novo                      |
| Residencial Campos Verdes                        | Residencial Cantinho do Sossego |
| Residencial Carolina                             |                                 |
| Residencial Casarim                              |                                 |
| Residencial Julieta                              |                                 |
| Residencial Maranho                              |                                 |
| Residencial Marino Mangialardo                   |                                 |
| Residencial Monte Belo I                         |                                 |
| Residencial Monte Belo II                        |                                 |
| Residencial Terras de Santa Luzia                |                                 |
| Residencial Vila Flora                           |                                 |
| Núcleo Habitacional Vereador Décio Luiz Salzedas |                                 |
| Núcleo Habitacional Prefeito José Sebastião Pupo |                                 |
| Parque Residencial Santa Luzia                   |                                 |
| Vila Marsiglio                                   |                                 |
| Vila Salomão Sabbag (Vila Duartina)              |                                 |

### Rodovias
- SP-293 - Rodovia Lourenço Lozano - (Cabrália Paulista-Duartina)
- SP-294 - Rodovia Comandante João Ribeiro de Barros - (Bauru-Tupã-Panorama)
- SP-315 - Rodovia Antonio João Garbulho - (Ubirajara-Duartina).

### Comunicações
O sistema de telefones automáticos foi inaugurado na cidade em 1977 pela Telecomunicações de São Paulo (TELESP), que também implantou o sistema de discagem direta à distância (DDD) em 1978 com o código de área (0142). Anteriormente a cidade era atendida pela Companhia de Telecomunicações do Estado de São Paulo (COTESP).
Na década de 90 o código DDD da cidade foi alterado para (014), para padronização do sistema telefônico com a telefonia celular que estava sendo implantada em todo o estado.
A partir de 1º de março de 2021 os Correios implantaram em Duartina o Código de Endereçamento Postal – CEP por logradouro, substituindo o anterior CEP geral do município. A partir de então, os logradouros rurais e urbanos passaram a contar com código individualizado. A individualização favoreceu a disponibilização das imagens dos logradouros urbanos de Duartina através da ferramenta Google Street View do Google Maps, entrando em vigor para os usuários da rede mundial de computadores em fevereiro de 2023.

## Administração

#### Executivo (Gestão 2025-2028)
- Prefeito: Suzy Helena Simão Blagitz Ferraz (PSDB);
- Vice-prefeito: Ademar Osório de Barros (PT).

#### Legislativo (Gestão 2025-2026)
- Presidente da câmara: Leandro Sousa Faria de Moraes (Republicanos);
- Vice-presidente da câmara: Adriano José Nunes (Republicanos);
- 1º Secretário: Antonio Domingos da Silva (PSD);
- 2º Secretário: Cilene Aparecida Rodrigues (PP);
- Romim Fogaça Rodrigues (PODEMOS);
- Naim Washington de Souza Simão (PODEMOS);
- Thiago Carvalho Dottore (PL);
- Henrique Coelho Pettenuci (PP);
- Cassio de Souza Divino (União Brasil).

### Lista de Prefeitos
| Dr. José Afonso de Carvalho Filho Dr. Graciliano Leme Cel. Antonio Bento Pereira Pedro Ribeiro do Val Jorge Pinheiro Machado Pedro Ribeiro do Val (2º mandato) José Marcolino Soares Francisco Ribeiro Chagas Benedito Gebara João Campos Porto Dr. Lindolpho Alves Januário Joanitti Benedito Gebara (2º mandato) Theóphilo Cordovil Dr. Benjamin Constant Marsíglio José Sebastião Pupo Nacib Carlos Jair Marcelino Dr. Semi Sabbag Gilberto Alonso Jorge Maranho Gilberto Alonso (2º mandato) Jorge Maranho (2º mandato) Milton Garbulho Jorge Maranho (3º mandato) Enio Simão Enio Simão (2º mandato) Aderaldo P. de Souza Junior Enio Simão (3º mandato) Aderaldo P. de Souza Junior (2º mandato) Aderaldo P. de Souza Junior (3º mandato) Suzy Simão |  | 01/1927 à 01/1928 02/1928 à 05/1929 06/1929 à 07/1930 08/1930 à 07/1931 08/1931 à 07/1933 08/1933 à 07/1934 08/1934 à 10/1935 11/1935 à 07/1936 08/1936 à 10/1940 11/1940 à 01/1943 02/1943 à 03/1947 04/1947 à 03/1948 04/1948 à 04/1950 05/1951 à 12/1952 01/1953 à 12/1955 01/1956 à 12/1959 01/01/1963 à 31/12/1963 01/01/1964 à 31/01/1969 01/02/1969 à 31/01/1973 01/02/1973 à 31/01/1977 01/02/1977 à 31/01/1983 01/02/1983 à 31/12/1988 01/01/1989 à 31/12/1992 01/01/1993 à 31/12/1996 01/01/1997 à 31/12/2000 01/01/2001 à 31/12/2004 01/01/2005 à 31/12/2008 01/01/2009 à 31/12/2012 01/01/2013 à 31/12/2016 01/01/2017 à 31/12/2020 01/01/2021 à 31/12/2024 01/01/2025 à 31/12/2028 |

## Educação, cultura e esportes
Em Duartina as áreas da educação, da cultura e dos esportes são administradas pela mesma secretaria, intitulada "Secretaria de Educação, Cultura e Esportes 'Alzira Corazza Reis'", localizada na Vila Salomão Sabbag.
Duartina conta duas creches municipais, sendo elas: Irmã Consolata e São Francisco de Assis. O município possui duas escolas municipais de ensino infantil, sendo elas: Santo Maranho e Elisa Reis Rotondaro. Segundo dados do Censo escolar de 2019 três são as escolas municipais de anos iniciais do ensino fundamental (1º ao 5º ano), sendo elas: Odete Barbosa Tavares Ranzani, José Sabbag e João Solimeo, totalizando 31 salas de aula com aulas nos períodos matutino e vespertino. Os anos finais do ensino fundamental (6º ao 9º ano), o ensino médio (1º, 2º e 3º ano), o EJA (Educação de Jovens e Adultos), e o AEE (Atendimento Educacional Especializado) são ofertados pela Escola Estadual Benedito Gebara, que possui 15 salas de aula e oferece turmas nos períodos matutino, vespertino e noturno. Existe também em Duartina uma escola privada de ensino fundamental de anos iniciais, finais e médio..

## Cidadãos ilustres
- Edson Alfredo Martins Smaniotto: desembargador do Tribunal de Justiça do Distrito Federal e Territórios (TJDFT);[49]
- Kenitiro Suguio: geólogo, professor emérito da Universidade de São Paulo;
- Lúcia Hiratsuka: escritora e ilustradora;[50]
- Muíbo Cury: ator, compositor, radialista e dublador;
- Roberto Rampasio: radialista e apresentador de televisão[51].

## Religião
Embora tenha se desenvolvido sobre uma matriz social eminentemente católica romana, tanto devido à colonização quanto à imigração — e ainda hoje a maioria dos duartinenses se declarem católicos romanos — é possível encontrar atualmente no município diversas denominações protestantes, assim como a prática do budismo, do xintoísmo e do espiritismo.

### Catolicismo

##### Apostólico Romano
A paróquia de Santa Luzia, criada em Duartina em 12 de abril de 1925, pertence à Região Pastoral 6 da Diocese do Divino Espírito Santo de Bauru. Além da igreja matriz de Santa Luzia, são administradas pela paróquia: a Capela de São José (Vila Duartina), a Capela de São Judas Tadeu (N. H. J. Sebastião Pupo), a Capela do Hospital Santa Luzia (Vila Duartina) e a Comunidade São Sebastião (Recanto Vicentino/Planur).

### Protestantismo
O protestantismo chega à Duartina através dos presbiterianos independentes. Posteriormente, ainda na década de 1930, o Reverendo Nathanael Emmerich realiza a primeira conferência da Igreja Presbiteriana do Brasil em 10 de agosto de 1936. Em março de 1937 foi organizada a primeira Congregação Cristã Presbiteriana de Duartina. Os presbiterianos pertencem a uma das mais antigas denominações cristãs surgidas no contexto da Reforma Protestante no continente europeu. O movimento teve continuidade tanto na Europa quanto nas Américas, de modo que até os dias atuais novas igrejas seguem sendo fundadas. Com o passar dos anos inúmeras outras igrejas foram sendo abertas em Duartina, podendo ser classificadas da seguinte forma:

#### Protestantismo histórico
- Primeira Igreja Presbiteriana de Duartina, Primeira Igreja Batista de Duartina.

#### Protestantismo reformado
Igreja Batista Ágape, Igreja Presbiteriana Renovada, Igreja Presbiteriana Independente.

#### Restauracionismo/Primitivismo Cristão
- Igreja Adventista do Sétimo Dia, Salão do Reino das Testemunhas de Jeová.

#### Pentecostalismo
- Congregação Cristã no Brasil,[55] Assembleia de Deus Ministério de Belém,[56][57] Assembleia de Deus Ministério Madureira, Assembleia de Deus Ministério de Marília, Igreja Adventista da Promessa, Igreja Evangélica Pentecostal, Igreja Casa da Oração.

#### Deuteropentecostalismo
- Igreja do Evangelho Quadrangular, O Brasil para Cristo, Igreja Pentecostal Deus é Amor, Casa da Bênção, Igreja Apostólica, Igreja Cristã Maranata, Igreja Só o Senhor é Deus, Igreja Evangélica Restaurando Corações, Bola de Neve Church, Comunidade Evangélica da Paz, Comunidade Evangélica Triunfo da Paz.

#### Neopentecostalismo
- Igreja Universal do Reino de Deus, Igreja Internacional da Graça de Deus, Renascer em Cristo, Igreja Mundial do Poder de Deus, Igreja Pentecostal O Senhor é nossa Justiça.

### Espiritismo
O espiritismo é representado em Duartina através do Centro Espírita de linhagem kardecista "Moacir Fernandes", fundado em março de 1942, e da Casa Espírita Maria de Nazaré, fundada em novembro de 2020.

### Religiões orientais
A expressiva comunidade japonesa de outrora trouxe ao município suas práticas religiosas e constituiu algumas comunidades em Duartina, como dois templos da Igreja Tenrikyo e práticas budistas e da Seicho No Iê que são realizadas  em casas de particulares.